# Naranja
Naranja statisztikai település az USA Florida államában, Miami-Dade megyében. Lakosainak száma 13 509 fő (2020. április 1.).

## Népesség
A település népességének változása:

| 2010 | 8 303  |
| 2020 | 13 509 |